# Su Tong
Su Tong (kinesiska: 蘇童), född 1963 i Suzhou, Jiangsu, som Tong Zhonggui (童中贵), är en kinesisk författare. 
Su Tong började skriva på 1980-talet och är en mycket produktiv författare. Hans berättelser hör huvudsakligen till två kategorier, dels vardagliga skildringar av ungdomar i en mindre stad på 1970-talet och dels berättelser från den fiktiva landsbygdsorten Fengyangshu under 1900-talets första halva som präglas av dekadenta och mystiska stämningar. Novellen Hustrur och bihustrur, som hör till den senare kategorin, är filmatiserad som Den röda lyktan av regissören Zhang Yimou.